# To the Wonder
To the Wonder è un film del 2012 scritto e diretto da Terrence Malick.

## Trama
Neil conosce a Parigi Marina, una giovane donna di origini russe, madre di una bambina di dieci anni. Tra i due nasce una grande storia d'amore che li porterà a viaggiare, sin alla "meraviglia dell'occidente" (Mont Saint-Michel). I due, poi, si trasferiscono in un piccolo centro dell'Oklahoma, luogo in cui il loro amore, apparentemente senza fine, entra in crisi. Marina, anche a causa della scadenza del visto, torna in Europa. Neil, nel frattempo diventato tecnico specializzato in inquinamento ambientale, riallaccia un legame con una vecchia fiamma, Jane. Marina, tornata di nuovo negli Stati Uniti, cerca conforto nella parola di un sacerdote spagnolo (padre Quintana), che, però, è a sua volta entrato in crisi con la propria fede.

## Distribuzione
Il film è stato presentato in concorso al Festival di Venezia 2012 dove è stato proiettato il 2 settembre. Nelle sale italiane è uscito il 4 luglio 2013.

## Accoglienza
Come già accadde per The Tree of Life, il film, alla prima proiezione per i giornalisti, è stato accolto con sonori fischi e con molti applausi. La critica si è corrispondentemente divisa, oscillando tra giudizi molto aspri (Paolo Mereghetti del Corriere della Sera su tutti) ed elogi appassionati (Marzia Gandolfi di Mymovies.it ed altri). I nodi cruciali del film, che pare essere un sequel (o prequel per qualcuno) di The Tree of Life, sono la quasi totale assenza di dialoghi, di una "narrazione tradizionale", che lascia interdetto lo spettatore, oltre che le quattro lingue del film (francese, inglese, spagnolo, italiano).

## Promozione
Il primo trailer del film è stato diffuso online il 19 dicembre 2012.

## Curiosità
Come Tree of Life, anche To the Wonder pare avere radici nella storia personale del regista. Non era mai accaduto che il regista facesse trascorrere così poco tempo tra due suoi film (solo un anno e poco più). È il primo film di Terrence Malick che si ambienta interamente in un tempo contemporaneo. Nel montaggio finale non sono state incluse delle scene interpretate da Jessica Chastain, Barry Pepper, Michael Sheen, Amanda Peet e Rachel Weisz.

## Premi
Il film ha vinto il premio collaterale, e minore, assegnato a margine del Festival di Venezia 2012 dal SIGNIS (associazione cattolica mondiale). Il film è stato definito dai giurati "ricco e poetico nella narrazione... un film di assoluta originalità che celebra il mistero della bellezza, della verità e dell'amore. È una storia di uomini e donne che attraversano la vita con passione intensa".